# 何湘宁
何湘宁（1961年5月—），男，湖南长沙人，中国电力电子技术专家，浙江大学教授。主要从事电力电子技术及其工业应用研究。

## 生平
1982年本科毕业于南京航空学院电气工程专业，后留校深造，1985年获硕士学位。1989年6月获浙江大学博士学位。学科专业为工业电子技术及电磁测量，指导教师是汪槱生教授，博士学位论文是《新型大功率不间断供电电源的研究》。1985年至1986年，在航空工业总公司608研究所任助理工程师。1991年赴英国赫瑞瓦特大学从事博士后研究。1994年回国，在浙江大学电机系任教，1996年晋升为教授。历任浙江大学电力电子技术研究所所长、应用电子学系主任、电气工程学院副院长等职。2009年当选IEEE Fellow。2020年获何梁何利基金“科学与技术进步奖”机械电力技术奖。